# Tom Marx
Tom Marx (* 16. Juni 1994 in Sittard) ist ein niederländischer Eishockeyspieler, der seit 2014 erneut bei den Eaters Limburg unter Vertrag steht und mit dem Klub seit 2015 in der neugegründeten belgisch-niederländischen BeNe League spielt.

## Karriere

### Clubs
Tom Marx begann seine Karriere als Eishockeyspieler in der Nachwuchsabteilung der Eaters Geleen, für deren zweite Mannschaft er bereits als 14-Jähriger in der zweitklassigen Eerste divisie spielte. 2010 wechselte er zu den Eindhoven Kemphanen, die ihn zunächst bei den „Eindhoven High Techs“, ihrem Reserveteam, ebenfalls in der Eerste divisie einsetzten. Seit 2011 spielte er für die Kampfhähne dann auch in der Ehrendivision, wo er sich über die Zeit zum Stammspieler entwickelte. 2014 kehrte er nach Geleen zu den Eaters, die sich nun „LACO Eaters Limburg“ nannten, zurück. Seit 2015 spielt er mit seinem Klub in der neugegründeten belgisch-niederländischen BeNe League.

### International
Für die Niederlande nahm Marx an den Spielen der U18-Weltmeisterschaften in der Division II 2011 und 2012 sowie den U20-Junioren-Weltmeisterschaften 2011, 2012, 2013 und 2014, als er zum besten Spieler seiner Mannschaft gewählt wurde, ebenfalls in der Division II teil.
Für die Herren-Nationalmannschaft debütierte er im Februar 2016 bei der Qualifikation für die Olympischen Winterspiele in Pyeongchang 2018. Anschließend spielte er im April desselben Jahres bei der Weltmeisterschaft 2016 in der Division II, wobei ihm mit seinem Team der Aufstieg in die Division I gelang.

## Erfolge und Auszeichnungen
- 2016 Aufstieg in die Division I, Gruppe B, bei der Weltmeisterschaft der Division II, Gruppe A

## Statistik
(Stand: Ende der Spielzeit 2017/18)